# 올덴부르크 대공국
올덴부르크 대공국(독일어: Großherzogtum Oldenburg 그로우허자그텀 올덴부르크[*], 홀슈타인-올덴부르크(Holstein-Oldenburg)라고도 함)은 독일 연방, 북독일연방 및 독일 제국 내의 대공국으로, 세 개의 널리 분리된 영토로 구성되었다: 올덴부르크, 유틴 및 비르켄펠트. 독일 주 중에서 10위를 차지했으며 연방의회에서 1표를 얻었다. 그리고 독일의회의 세 구성원이였다.

지배 가문인 올덴부르크가 또한 덴마크, 노르웨이, 스웨덴, 그리스, 러시아에서 통치하게 되었다.

## 역사
올덴부르크 대공국은 1815년에 옛 올덴부르크 공국의 영토와 비르켄펠트 공국을 결합하여 존재하게 되었다. 올덴부르크가 빈 회의에서 대공국으로 승격된 반면, 처음 두 대공은 자신들을 단지 공작으로 칭하기를 계속했고 새롭게 즉위한 아우구스투스는 1829년이 되어서야 대공의 칭호를 사용했다. 비록 온정주의자였지만, 초기 대공들은 1848년에 사건들이 그들을 덮치기 전까지 헌법을 승인하지 않았다.

## 갤러리

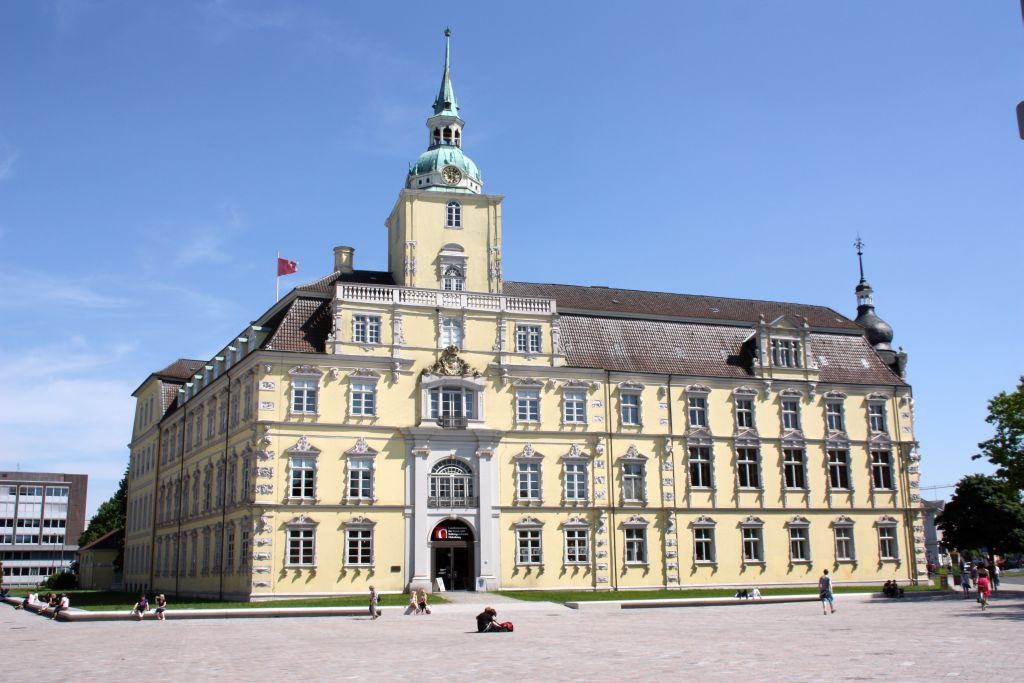
올덴부르크성
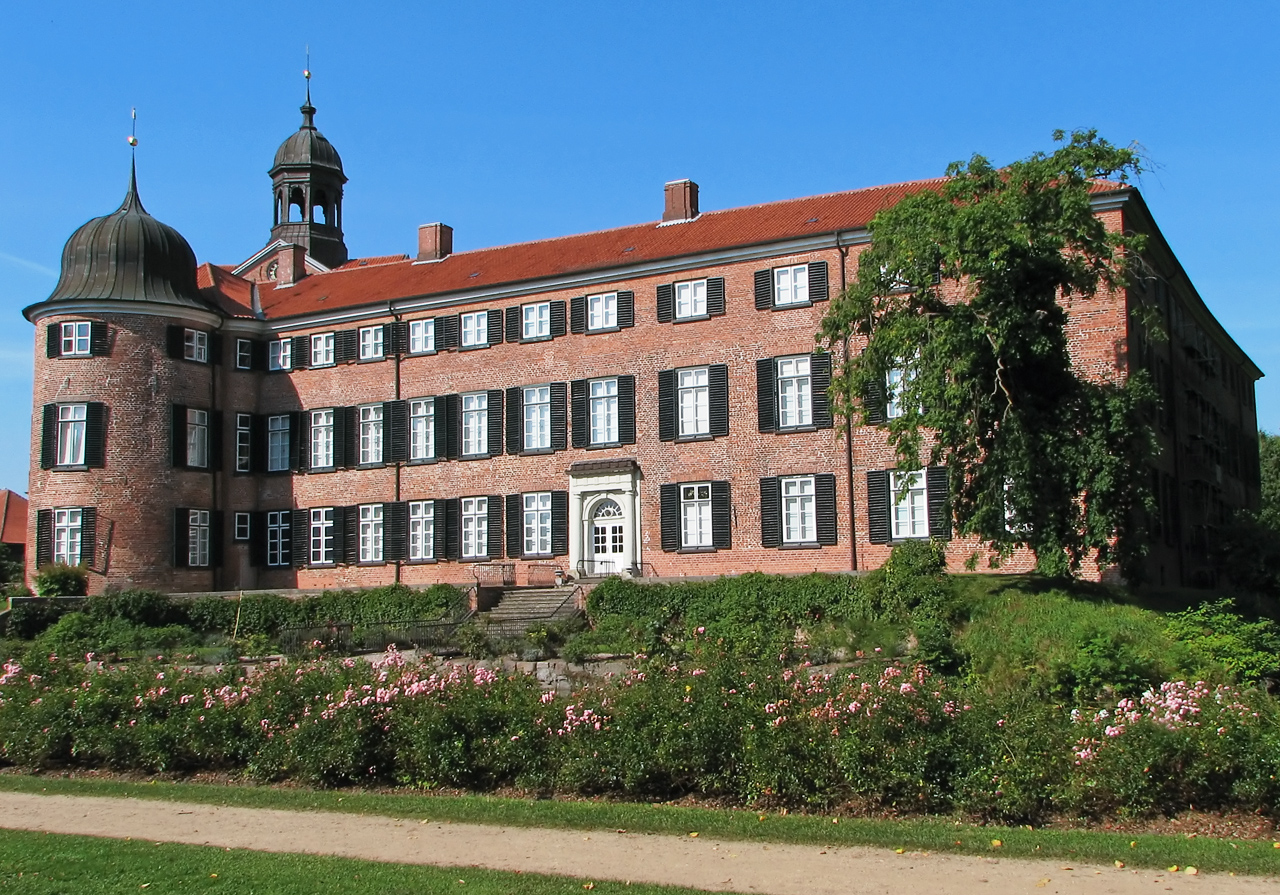
유틴성
문장 방패 대공

## 같이 보기
- 올덴부르크의 백작, 공작, 대공